# Gu Yasha
Pour les articles homonymes, voir Gu.
Dans ce nom chinois, le nom de famille, Gu, précède le nom personnel.
Gu Yasha est une footballeuse internationale chinoise, née le 28 novembre 1990, à Zhengzhou dans la province du Henan en Chine. Elle évolue au poste de milieu de terrain. En 2019, elle joue à Beijing BG Phoenix en Chinese Women's Super League .

## Biographie
Gu Yasha est finaliste de la Coupe d'Asie 2008, défaite 2 à 1 contre la Corée du Nord.
Gu Yasha participe avec la Chine aux Jeux olympiques d'été de 2008 organisés à Pékin en Chine et aux Jeux olympiques d'été de 2016 organisés à Rio de Janeiro au Brésil. Lors des deux éditions, l'équipe chinoise atteint les Quarts de finale.
Gu Yasha participe à la coupe du monde 2015, elle joue un match contre le Canada, défaite 1 à 0. L'équipe chinoise est éliminé en Quarts de finale par les États-Unis, défaite 1 à 0. 
En juin 2019, Gu Yasha participe à la Coupe du monde 2019 organisée en France.